# Колбаси
Колбаси́ (каз. Қолбасы) — село у складі Каркаралінського району Карагандинської області Казахстану. Входить до складу сільського округу Нигмета Нурмакова.
Населення — 33 особи (2021; 50 у 2009, 113 у 1999, 210 у 1989).
Національний склад станом на 1989 рік:
- казахи — 100 %.

Станом на 1989 рік село називалось Кольбаси.